# Sint-Barbarakapel (Palemig)
De Sint-Barbarakapel is een kapel in de buurt Palemig in de gemeente Heerlen in de Nederlandse provincie Limburg. De kapel staat aan de rand van Palemig aan het kruispunt van de Slotweg, Kapelweg en de Sint Barbarastraat.
Op ongeveer 500 meter naar het zuidoosten ligt Kasteel Schaesberg.
De kapel is opgedragen aan Sint-Barbara.

## Geschiedenis
In 1670 werd de kapel gesticht door Johan Frederik heer van Schaesberg.
In de 18e eeuw werd de kapel vergroot.
In de eerste helft van de 19e eeuw werd de kapel verbouwd.
In 1998 werd de kapel gerestaureerd.

## Gebouw
Het gebouw is een driezijdig gesloten kapel met een geknikt zadeldak met daarop een dakruiter. Van binnen heeft de kapel een interieur met pilasters, een altaarretabel en een gebogen communiebank.

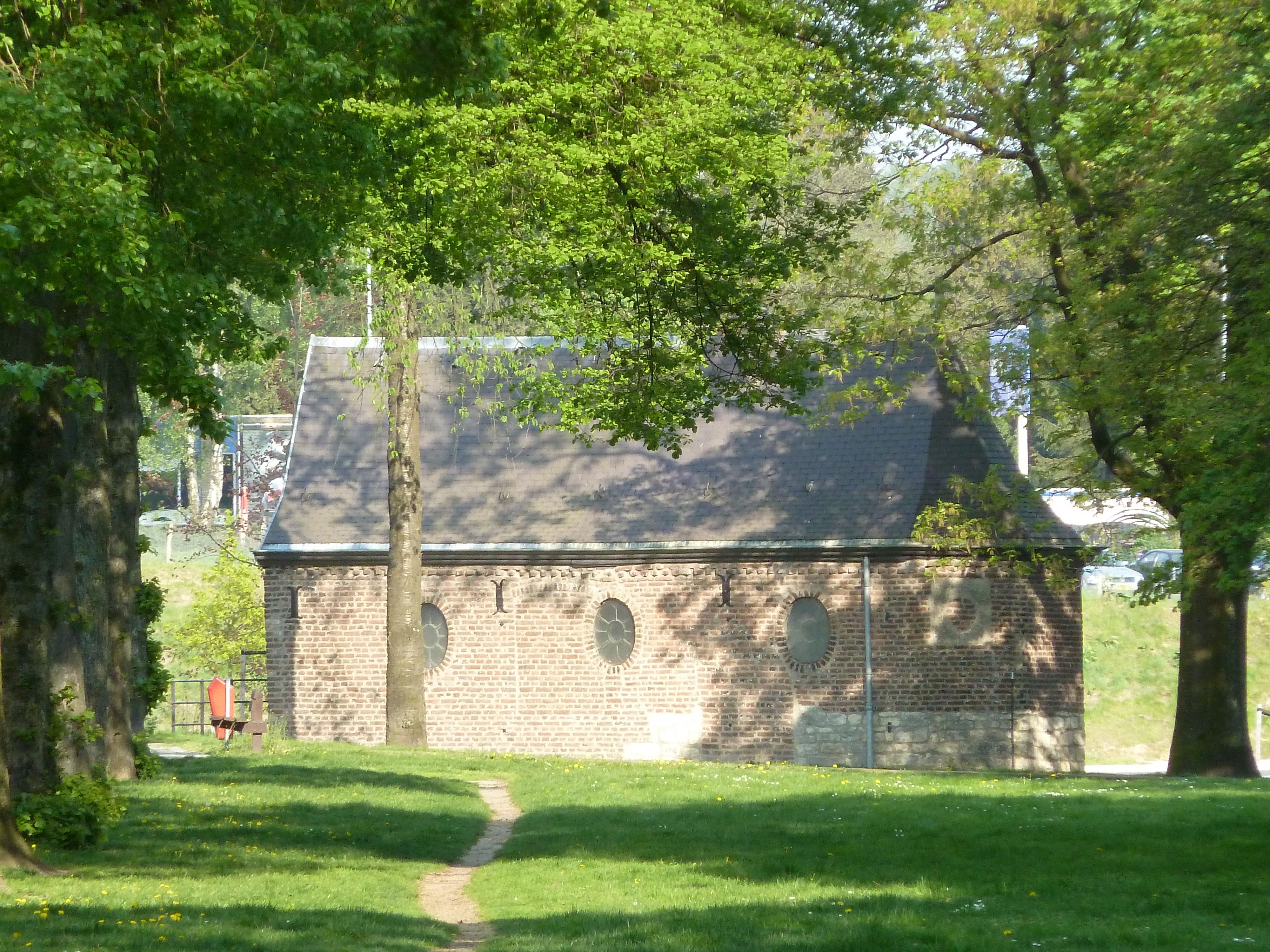
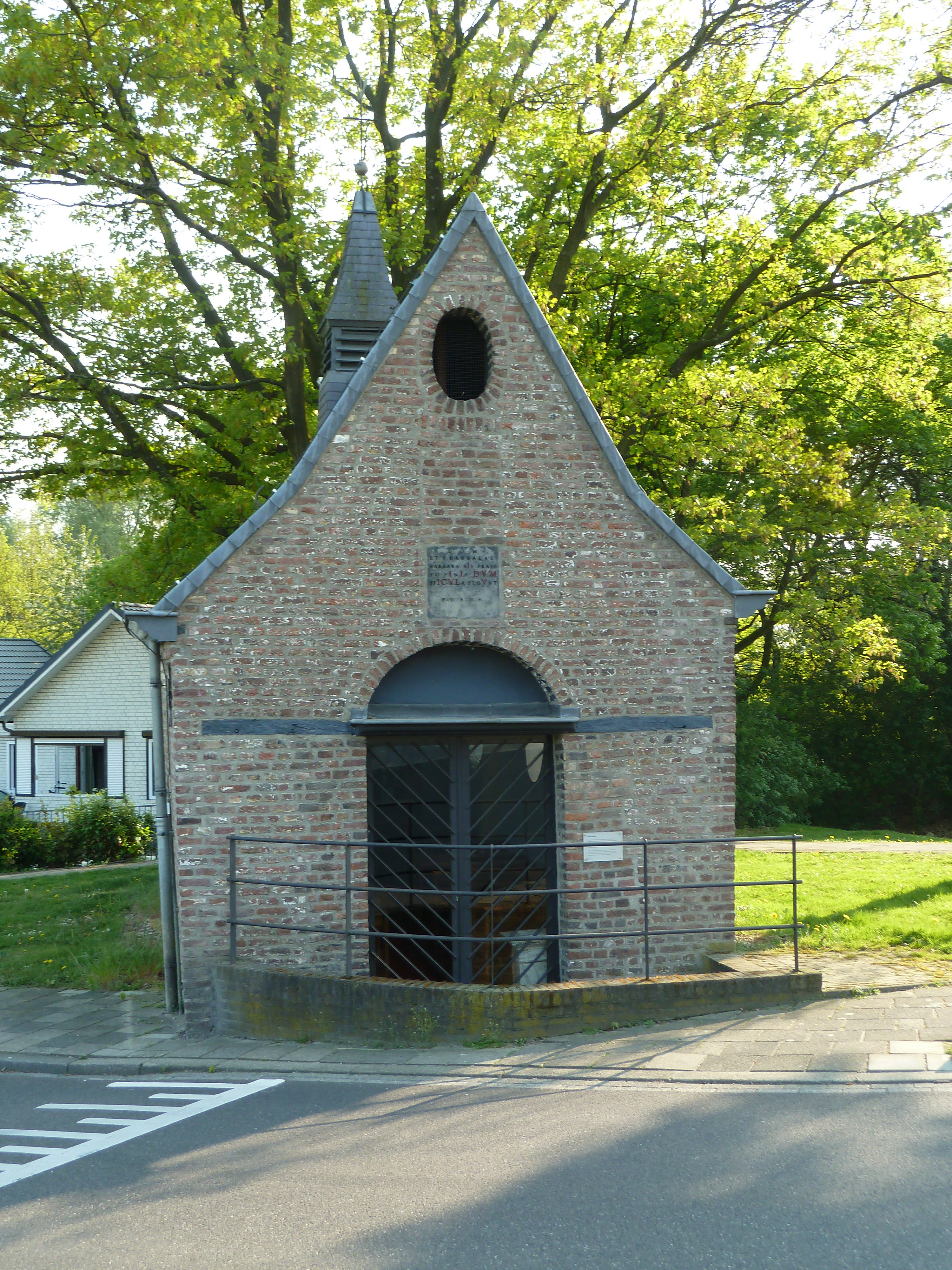
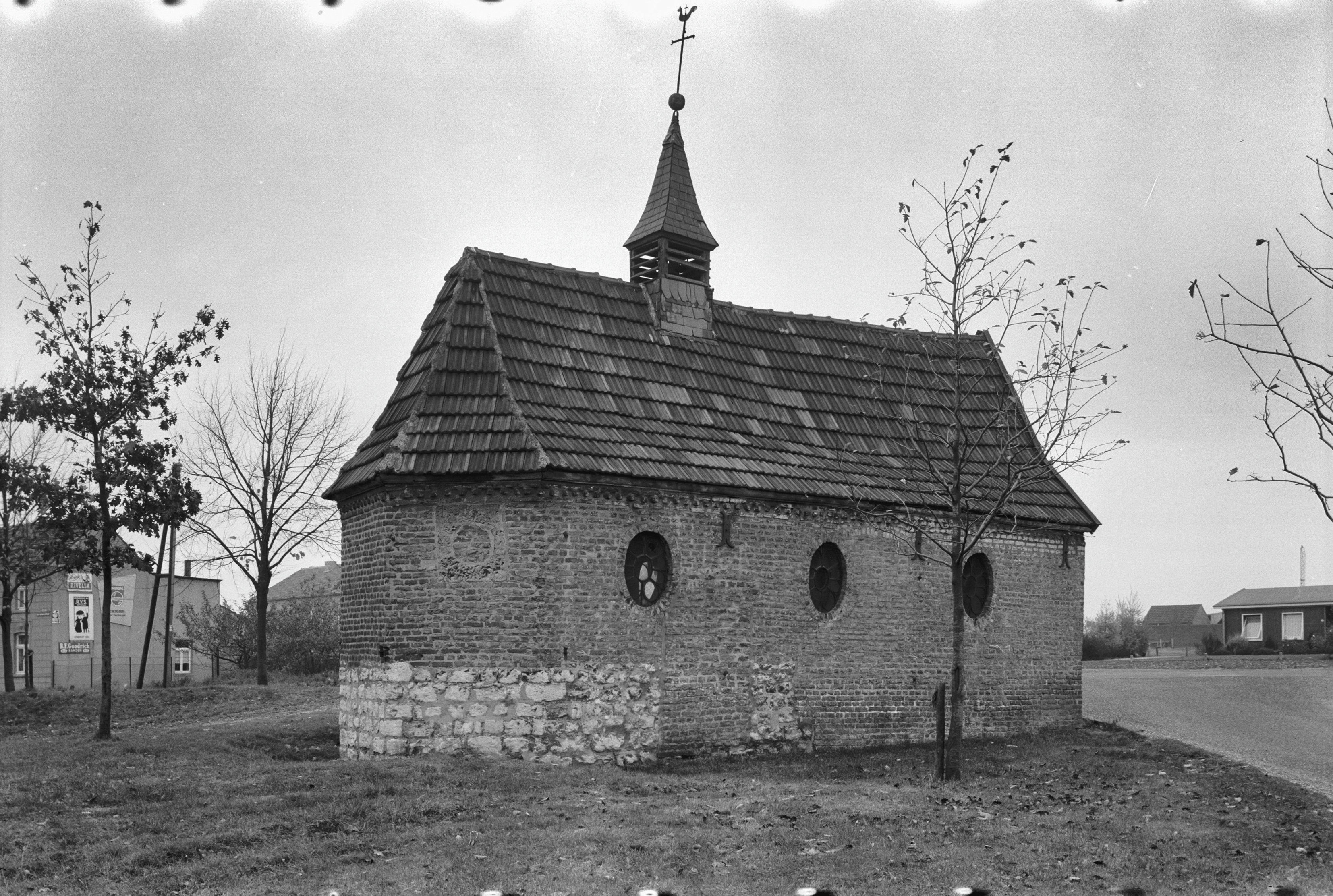